# Берум (футбольный клуб)
«Берум» (норв. Bærum Sportsklubb) — норвежский футбольный клуб из пригорода Осло Саннвика. В настоящий момент он выступает в Первом дивизионе, втором по силе дивизионе страны.
Футбольный клуб был основан 26 марта 1910 года. Первоначально клуб назывался ФК Гране (норв. Grane FK), но быстро сменил название на СК Гране (норв. Grane SK) из-за включения в состав клуба различных секций по другим видам спорта. После объединения в 1946 году клуб объединился с рабочей командой Саннвика АИЛ (норв. Sandvika AIL), команда стала называться ИЛ Моде (норв. IL Mode). Своё нынешнее название клуб носит с 1969 года.
«Берум» играет свои домашние матчи на стадионе Саннвика в Саннвике, вмещающем 1 500 зрителей. Около 30 лет клуб принимал гостей на стадионе Неддеруд в Беруме.